# El desquite (pel·lícula de 1983)
|  | Per a altres significats, vegeu «El desquite». |

El desquite és una pel·lícula argentina de acció policial estrenada el 4 d'agost de l'any 1983. Dirigida per Juan Carlos Desanzo. Escrita per Juan Carlos Desanzo i Eduardo Mignogna, segons l'obra de Rubén Tizziani. Protagonitzada per Rodolfo Ranni. Coprotagonitzada per Julio de Grazia, Silvia Montanari, Ricardo Darín, Héctor Bidonde, Lucrecia Capello i Jorge Sassi. També, va comptar amb l'actuació especial de Gerardo Sofovich. I la presentació de Gabriela Giardino.

## Argument
Juan Parini (Rodolfo Ranni) és un escriptor frustrat que treballa com a corrector en una editorial. Ha passat els 40 anys, està casat amb Teresa (Silvia Montanari) i és pare de dos fills, quan és contactat per un vell amic de la infància, Emilio Celco (Gerardo Sofovich) qui regentea locals nocturns. La trobada entre els amics és molt emotiu i nostàlgic, després de molts anys de no veure's. Allí Parini coneix a Elena (Gabriela Giardino) una jove ballarina amiga íntima de Celco, que desperta atracció en ell. La vida nocturna l'atreu i alhora el rebel·la contra la rutina de la seva vida familiar. Poc temps després Celco, que viatjava en el seu cotxe al costat d'Elena, és crivellat a trets en la ruta per sicaris a l'orde d'Heredia (Héctor Bidonde), un fosc empresari lligat al narcotràfic. És portat a l'hospital on mor a causa de la gravetat de les ferides. És així com Parini, qui desconeixia els manejos tèrbols de Celco, ha de fer-se càrrec dels seus negocis i decideix venjar la mort del seu amic, fets que canviarien dràsticament la vida monòtona que portava fins llavors.

## Repartiment
- Rodolfo Ranni - Juan Parini / Peralta
- Julio De Grazia - Bermúdez
- Silvia Montanari - Teresa
- Ricardo Darín - Silvio
- Héctor Bidonde - Heredia
- Gerardo Sofovich - Emilio Celco
- Gabriela Giardino - Elena
- Lucrecia Capello - Tamara
- Jorge Sassi - Antúnez
- Pablo Brichta - Tommy
- Mónica Villa - Nancy
- Rubén Stella - Policía
- Max Berliner - Don Marcos
- Juan Carlos Desanzo - Empleado de lavadero
- Oscar Escobar
- Esteban Villarreal